# 1212
Anul 1212 (MCCXII) a fost un an bisect al calendarului gregorian.

## Evenimente
- 10 iulie: Mare incendiu la Londra; circa 3.000 de oameni sunt morți.
- 16 iulie: Bătălia de la Las Navas de Tolosa; regatele creștine din Spania (Castilia, Aragon, Navara), conduse de regele Alfonso VIII, înfrâng decisiv pe maurii almohazi; sfârșitul supremației musulmanilor în Peninsula Iberică.
- 26 septembrie: Bulă emisă de regele Frederic al II-lea al Germaniei, prin care se confirmă toate privilegiile pentru regele Ottokar I al Boemiei.

### Nedatate
- ianuarie: Marș victorios al împăratului latin Henric I prin teritoriul Imperiului bizantin de la Niceea; trupele sale ajung până la Pergam și Nymphaion.
- mai: Începe un conflict între Principatul Liège și Ducatul de Brabant, care va dura până în 1214.
- iulie: Jean de Brienne, regent al Regatului Ierusalimului, încheie un armistițiu pe 5 ani cu sultanul Egiptului.
- Bătălia de la Castelnaudary. Victorie a cruciaților conduși de Simon de Montfort asupra contelui Raymond al VI-lea de Toulouse; cruciații înregistrează un eșec în fața orașului Foix, însă cuceresc în continuare Agen și masacrează populația din Moissac.
- Califul Almohad An Nasr, înfrânt în Spania, revine la Fes, în Maroc.
- Comitatul de Boulogne este confiscat de regele Franței, Filip August.
- Cruciada copiilor, condusă de francezul Stephen de Cloye, în vârstă de 12 ani, și de germanul Nicholas; copiii se adună la Marsilia; ei sunt dispersați de furtuni sau vânduți ca sclavi în provinciile musulmane din Maghreb.
- Francisc din Assisi, aflat în drum spre Compostella, întemeiază primul convent al fraților minori din Spania, la Sangüesa, în Navarra.
- Latinii din Grecia ocupă Nauplion.
- Statul Almohad se dezintegrează în mai multe state rivale, conducând Maghrebul spre anarhie.

## Arte, Știință, Literatură și Filosofie
- Teutonii din Transilvania construiesc castelul Bran.

## Înscăunări
- 27 martie: Afonso al II-lea, rege al Portugaliei (1212-1223).
- 9 decembrie: Frederic al II-lea, ca rege al Germaniei, încoronat la Mainz, cu sprijinul papei Inocențiu III.
- Jean de Brienne, ca regent al Regatului Ierusalimului.

## Nașteri
- Malatesta da Verucchio, condottier italian, fondatorul dinastiei Malatesta (d. 1312)

## Decese
- 27 martie: Sancho I, rege al Portugaliei (n. 1154)
- 12 aprilie: Vsevolod "Mare Cuib", mare cneaz de Vladimir (n. 1154)
- 9 octombrie: Filip I de Namur, 36 ani, marchiz de Namur (n. 1175)

### Nedatate
- Azzo al VI-lea, marchiz de Este (n. 1170)
- Maria de Montferrat, regină de Ierusalim (n. 1192)
- Rambaldo de Vaqueiras, cronicar spaniol (n. 1155)
- Robert de Auxerre, cronicar francez (n. 1156)
- Vsevolod al IV-lea de Kiev (n. ?)